# Ontologie (informatika)
Ontologie je v informatice výslovný (explicitní) a formalizovaný popis určité problematiky. Je to formální a deklarativní reprezentace, která obsahuje glosář (definici pojmů) a tezaurus[zdroj?] (definici vztahů mezi jednotlivými pojmy).
Ontologie je slovníkem[zdroj?], který slouží k uchovávání a předávání znalosti týkající se určité problematiky.[zdroj?]

## Ontologický datový model
Ontologie se používají v umělé inteligenci, sémantickém webu, softwarovém inženýrství a systémovém inženýrství jako datový model reprezentující určitou znalost nebo její část. 
Datový model ontologie obecně obsahuje čtyři typy prvků: entity, kategorie, atributy a vazby.
1. Entita (objekt, jedinec, instance) je základní stavební prvek datového modelu ontologie. Entita může být konkrétní (člověk, tabulka, molekula) nebo abstraktní (číslo, pojem, událost).
2. Kategorie (třída) je množina entit určitého typu. Podmnožinou kategorie je podkategorie. Kategorie může obsahovat zároveň entity i podkategorie.
3. Atribut popisuje určitou vlastnost, charakteristiku či parametr entity. Každý atribut určité entity obsahuje přinejmenším název a hodnotu. Atribut je určen pro uložení určité informace vztahující se k dané entitě.
4. Vazba je jednosměrné nebo obousměrné propojení dvou entit. Je možné říci, že vazba je určitým typem atributu, jehož hodnotou je jiná entita v ontologii.

## Ontologické jazyky
Ontologie mohou být reprezentovány formálními, semiformálními nebo neformálními jazyky. V dnešní době se hlavní vývoj ubírá především v oblasti formálních jazyků ontologií sémantického webu, zejména RDF a jazyky rodiny OWL.